# Susanne Schinkel

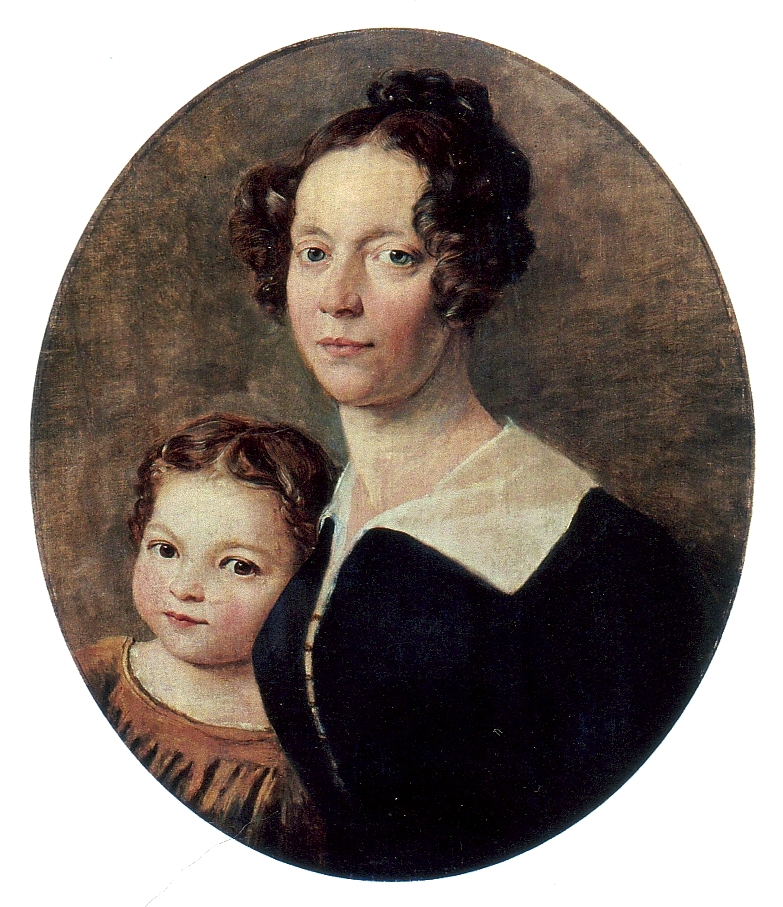
Susanne Schinkel und Tochter Elisabeth, um 1825

Eleonore Susanne Henriette „Susette“ Schinkel, geb. Susanne Berger (* 5. Oktober 1780 in Stettin; † 27. Mai 1861 in Berlin) war die Ehefrau des Architekten, Malers und Bühnenbildners Karl Friedrich Schinkel (1781–1841), des herausragenden Gestalters des preußischen Klassizismus. Sie erzog die vier gemeinsamen Kinder, organisierte das Alltagsleben der Familie, betreute ihren Mann während dessen langer Krankheit und verwaltete den Nachlass des Künstlers.

## Jugend
Die Quellenlage zur Biografie von Susanne Schinkel ist lückenhaft. Sie wurde geboren als Tochter des Weinhändlers Georg Friedrich Berger am Rossmarkt in Stettin, damals die Hauptstadt der preußischen Provinz Pommern. Den jungen Architekten Karl Friedrich Schinkel lernte sie 1806 bei dem Großkaufmann Carl Gotthilf Tilebein in Stettin kennen, für den er ein Haus entwarf. Die Bekanntschaft wurde fortgesetzt und vertieft, als sich Susanne 1807 in Berlin im Haushalt von Wilhelm Ernst Gropius aufhielt, der neben einem Café und einer Maskenfabrik ein Figurentheater betrieb. In demselben Haus wohnte Schinkel, der für Gropius’ Unternehmen zuweilen großformatige Schaubilder malte – wie später auch für das 1827 gegründete Diorama des Gropius-Sohnes Carl Wilhelm. Von Berlin aus machte Susanne im November 1807 in einem Brief an ihren Vater, dem ein Schreiben Schinkels beigelegt war, ihre entschiedene Zuneigung zu dem damals finanziell noch wenig erfolgreichen jungen Mann deutlich. Sie könne nichts weiter sagen, „als daß ich ganz glücklich und zufrieden bin (…) Der beikommende Brief ist von meinem teuren Freunde an Dich, lieber Vater (…) Du kennst ihn nicht und mein Urteil über ihn kann Dir mit Recht ein wenig parteiisch vorkommen. Ich verlange auch keineswegs, daß Du es als gültig annimmst und lasse es mir gern gefallen, wenn Du andere über das ihrige bittest, (…) so sehr gewiß bin ich meiner Sache.“
Ihr jüngerer Bruder Wilhelm wurde Architekt, wohnte zeitweise im Haus der Schinkels und arbeitete eng mit ihrem Mann zusammen.

## Ehe
Die Eheschließung der beiden wurde am 17. August 1809 in der St.-Jacobi-Kirche am Rossmarkt, der Hauptkirche in Stettin vollzogen. Auch in der Georgenkirche in Berlin, der Heimatgemeinde Schinkels, wurde die Heirat beurkundet. Wohnsitz des Paares wurde Berlin. Aus der Ehe gingen vier Kinder hervor: Marie Susanna Eleonore (* 1810), Susanna Sophia (* 1811), Carl Raphael (* 1813) und Susanna Sophie Elisabeth Eleonore (* 1822). Die jüngste Tochter, Elisabeth, heiratete den Schriftsteller Alfred Freiherr von Wolzogen (1823–83), der 1862–64 als erster die nachgelassenen Schriften seines Schwiegervaters Karl Friedrich Schinkel herausgab. Nachdem Elisabeth 1851 früh gestorben war, nahm Susanne Schinkel deren Sohn, ihren Enkel Hans von Wolzogen, bei sich auf.

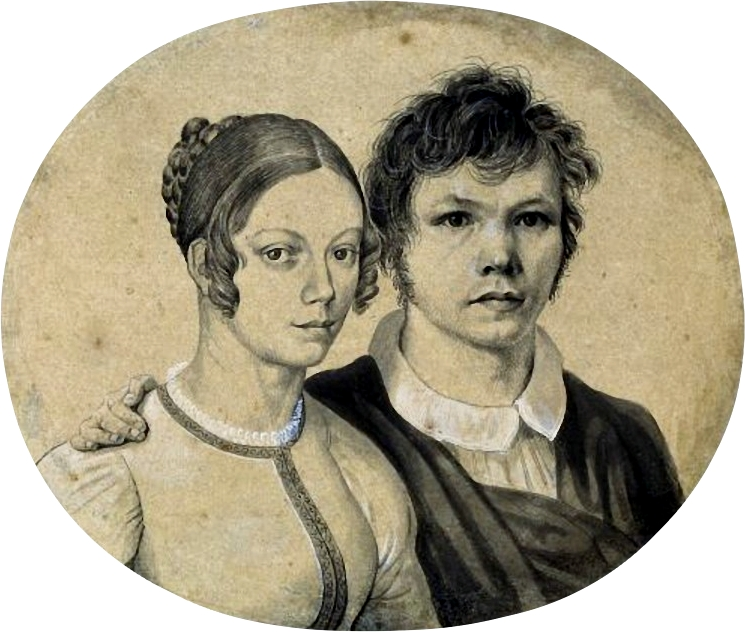
Das Ehepaar um 1810, Zeichnung von Karl Friedrich Schinkel.

Susanne unterstützte ihren Mann in Nebenaspekten seines Berufslebens, indem sie etwa Entschuldigungsbriefe schrieb, wenn Auftragsarbeiten nicht rechtzeitig fertig wurden. An die Frau des Konsuls Joachim Heinrich Wilhelm Wagener: „Liebe Madame Wagener, Es thut mir gewiß fast ebenso leid, wie Ihnen selbst, dass das Bild nicht fertig geworden ist und daß ich Ihnen nun die halbe Geburtstagsfreude so ohne meine Schuld und gewiß auch die meines Mannes verderben muß. (…) Das Bild ist in Arbeit und Sie können Ihrem lieben Mann wenigstens die Freude versprechen, es bald zu haben.“ Bis dahin dauerte es in diesem Falle allerdings noch sieben Monate.
Als Sopransängerin war Susanne Schinkel von 1820 bis 1826 aktives Mitglied im Chor der 1791 gegründeten Sing-Akademie zu Berlin. Sie unterhielt Kontakte zu Persönlichkeiten des Berliner Kunst- und Geisteslebens wie Christian Peter Wilhelm Beuth (1781–1853), Wilhelm von Humboldt (1767–1835) und Christian Daniel Rauch (1777–1857), auch zu dem Architekten Friedrich August Stüler (1800–1865) und zu Ignaz von Olfers (1798–1872), dem ersten Generaldirektor der Berliner Museen. Sie betrieb eine lebhafte Korrespondenz und war häufig Gast in Berliner Salons, den privaten gesellschaftlichen Treffpunkten für Diskussionen, Lesungen oder musikalische Darbietungen. So besuchte sie die Salonabende von Fanny Hensel (1805–1847), der Schwester Felix Mendelssohn Bartholdys, von Hedwig von Olfers (1799–1891) und Bettina von Arnim (1785–1859), mit der sie eng befreundet war. Sie selbst trat nicht als Salonière in Erscheinung, versuchte aber wiederholt, ihren Mann zu derartigen Besuchen zu bewegen. Der jedoch bevorzugte die eigene Wohnung und zeichnete dort, oft selbst dann, wenn Gäste im Hause waren.
Im Dezember 1830 war Schinkel zum Leiter der Oberbaudeputation befördert worden, damit hatte er bestimmenden Einfluss auf die Gestaltung aller größeren Bauvorhaben im Königreich Preußen. Nach mehreren Umzügen innerhalb Berlins bezog die Familie am 1. April 1836 eine attraktive Dienstwohnung im zweiten Obergeschoss der Berliner Bauakademie. Das Gebäude war 1832–1836 nach einem Entwurf von Schinkel errichtet worden. Zeitgenossen erwähnten mehrfach voller Anerkennung die künstlerische Ausstattung der Wohnräume. Schinkels beruflicher Aufstieg in immer höhere Ränge der preußischen Bauverwaltung brachte häufige Dienstfahrten mit sich. Gemeinsam unternahm das Ehepaar Schinkel verschiedene Reisen, gelegentlich aus dienstlichem Anlass, mehrfach in Begleitung der Kinder. 1816 ging es mit den Töchtern Susanne und Marie nach Weimar, mit einem Besuch bei Johann Wolfgang von Goethe. 1821 folgte eine fünfwöchige Sommerreise der ganzen Familie nach Stettin. 1830 reisten alle zusammen über die Schweiz nach Mailand und Venedig. Im Sommer 1835 führte eine Dienstreise die Eheleute nach Rügen, mit Übernachtung im Leuchtturm von Kap Arkona. Eine Dienstreise mit Familie hatte 1836 Schlesien zum Ziel.
Karl Friedrich Schinkel hatte jahrelang ein extrem anstrengendes Arbeitspensum bewältigt. In den 1830er Jahren bekam er zunehmend gesundheitliche Probleme, die wiederholt Kuraufenthalte erforderlich machten. Nach mehreren Schlaganfällen im Herbst 1840 mit nachfolgender Lähmung sowie mit Seh- und Sprachstörungen starb er ein Jahr darauf in seiner Dienstwohnung. Susanne pflegte ihn und schrieb darüber an Bettina von Arnim: „Seit 10 Jahren bin ich unausgesetzt bemüht, und lebe nur dafür, diesem Zustand Aufmerksamkeit und Pflege zu leisten. Tag und Nacht habe ich immer dies gethan und will mich dessen gewiß nicht rühmen, denn sie wissen für wen es geschah und noch geschieht. (…) Sollte sich mein Mann zur Homöopathie entschließen, so gebe ich Ihnen die Versicherung, dass ich diesen Entschluss eher fördern als hindern will.“ Zuvor hatte Frau von Arnim ihr vorgehalten, dass sie die noch relativ neue alternativmedizinische Methode des Arztes Samuel Hahnemann bei der Betreuung Schinkels nicht berücksichtige.

## Witwenschaft
Schon bald nach Schinkels Tod ordnete Preußens König Friedrich Wilhelm IV. an, allen hinterlassenen Schinkelschen Bildern und Zeichnungen eine würdige Aufbewahrung zu sichern. Den künstlerischen Nachlass, soweit er sich im Besitz von Schinkels Witwe Susanne befand, kaufte der preußische Staat zusammen mit Schinkels Sammlung antiker Gipsabgüsse im Januar 1842 für 30.000 Taler an. Gemeinsam mit Blättern aus verschiedenen staatlichen Institutionen wurden diese Arbeiten in einem Schinkel-Museum gezeigt, das seit November 1844 in einem Teilbereich der Dienstwohnung in der Bauakademie besichtigt werden konnte. Auch nach Gründung des Museums war Susanne bemüht, den Nachlass zu kontrollieren. Zeichnungen durften vielfach nur mit ihrer Zustimmung veröffentlicht werden.
Schinkel hatte für seine Frau ein lebenslanges Wohnrecht in der Bauakademie vereinbart. Sie lebte dort nach seinem Tod noch annähernd 20 Jahre lang, in Sichtweite einiger der bedeutendsten Bauten ihres Mannes – der Friedrichswerderschen Kirche, des Alten Museums und der Neuen Wache. Über ihr mühevolles Sterben am 27. Mai 1861 unterrichtete ihr Enkel Hans von Wolzogen seinen Vater am darauf folgenden Tag: Sie musste von 2 bis in die Nacht nach Luft ringen. Susanne Henriette Eleonore Schinkel wurde auf dem Dorotheenstädtischen Friedhof in Berlin-Mitte in der Grabstelle ihres Mannes beerdigt, ebenso ihre Töchter Marie und Susanna. Seit einer gründlichen Rekonstruktion der Grabanlage im Jahre 2011 erinnert ein liegender, golden beschrifteter Gedenkstein an Mutter und Töchter; er besteht aus rötlichem Bornholmer Granit, wie die nach antikem Muster geformte Stele für Karl Friedrich Schinkel.